# Castell de la Llosa
El Castell de la Llosa és un castell medieval del municipi de Lles de Cerdanya (Cerdanya) declarat bé cultural d'interès nacional.

## Descripció
Es conserven restes de murs, a la part alta del turó, al costat de l'església de Sta. Maria dels Àngels, antiga capella del castell. Es tracta d'un edifici de planta rectangular amb restes de murs espitllerats i una porta d'accés situada a migjorn d'arc de mig punt i dovelles poc retallades.
Pel que fa a l'església Santa Maria dels Àngels és un edifici de planta rectangular amb la volta esfondrada. Conserva dos arcs lleugerament apuntats. Sota d'ells s'hi aixeca una paret feta amb pedra seca en la qual hi ha una obertura rectangular amb llinda de fusta. El mur de migdia dona a la part més escarpada del turó on està situada la capella, i es troba una finestra d'arc de mig punt i una espitllera. Al mur de l'est (capçalera) hi ha dues finestres tapiades. Al nord no hi ha cap obertura i a ponent no queda mur.

## Història
L'ermita fou església parroquial de l'antic terme de la Llosa. Fou visitada pels delegats de l'arquebisbe de Tarragona entre els anys 1312 i 1314, eclessia Ste. Marie de la Loça.